# Английский вальс (фильм)
«Английский вальс» — советский фильм снятый на Литовской киностудии режиссёром Гитисом Лукшасом, мелодрама по пьесе Джона Голсуорси «Джой».

## Сюжет
Англия, конец XIX века. В загородном доме полковника в запасе мистера Хоупа собираются родственники и гости. Из Лондона приезжает его сестра — Молли Гвин, но… вместе с любовником Морисом Левером, что вызывает всеобщее недоумение. Однако, мистер Левер, как предполагают, богатый владелец золотого рудника, и родственники не прочь поправить своё финансовое положение за счёт него. Джой — семнадцатилетняя дочь Молли Гвин, глубоко переживающая уход матери от отца к другому, сталкивается с непонятными для неё проблемами во взаимоотношениях взрослых людей… Но вскоре Джой сама влюбляется в молодого человека Дика Мертона и зарождение в душе первого глубокого чувства заставляет ее по-другому воспринимать то, что происходит в мире старших, и понять свою мать.

## В ролях
- Аудинга Аукштикальните — Джой
- Вайва Майнелите — Молли Гвин, её мать
- Эугения Плешките — миссис Хоуп
- Генрикас Кураускас — полковник Хоуп
- Она Кнапките-Юкнявичене — мисс Бук, гувернантка
- Видас Александравичюс — Морис Левер
- Гедиминас Сторпирштис — Дик Мертон
- Кристина Андреяускайте — Кристина
- Энрикас Качинскас — слуга
- Валентина Тарасова — горничная

## О фильме
Место съёмок — село Пузинишкис и город Паневежис.
В кинопрокате СССР, при тираже всего в 61 копию, фильм посмотрели 600 тыс. зрителей.